# Дуб звичайний (пам'ятка природи, Івано-Франківський район)
Дуб звичайний — ботанічна пам'ятка природи місцевого значення в Україні. Розташована в межах смт Богородчани Івано-Франківської області, на вулиці Могильницького, 3.
Площа 0,01 га. Статус надано згідно з рішенням обласної ради від 24.03.2011 року № 90-4/2011. Перебуває у віданні Богородчанської селищної ради.
Статус надано з метою збереження одного екземпляра дуба звичайного віком 180 років.